# 全缘叶黑菀木
全缘叶黑菀木（学名：Melanodendron integrifolium）是大西洋圣赫勒拿特有的一种树，它们是黑菀木属的单型种。分子系统发生学研究显示黑菀木属与岛上的胶菀木属（Commidendrum）存在密切的亲缘关系。

## 生态
圣赫勒拿岛的“Cabbage trees”由八种岛上菊科特有属植物构成，它们可能是在孤立的岛屿中为填补当地树状植物缺少的空缺而演化出大型且具有木制的特征。现时全缘叶黑菀木仍是“Cabbage trees”中最为普遍的一种，且是当地云雾林地区有着重要的生态地位的次优势木。许多特有的苔藓植物、维管植物以及数种罕见的无脊椎动物都依赖于全缘叶黑菀木在云雾林中通过分散树蕨和有效争夺空间而创造出的宽阔，黑暗，呈棚状且适当的大型环境，比如作为圣赫勒拿自然保护旗舰的Pseudolaureola atlantica。

## 现状
全缘叶黑菀木现时被国际自然保护联盟濒危物种红色名录列为易危级别，它们的估计生存面积约有8平方公里。于2013至2014年进行的数量调查发现了约2,262株成熟植株，其中绝大多数位于戴安娜峰的山脊，而在The Depot只发现了五株。疾病的爆发和外来植株造成的竞争使它们濒危的主要原因，于2008年和2014年爆发的疾病造成了戴安娜峰区域的全缘叶黑菀木成熟植株大量死亡，疫霉属的感染可能是致病的原因，但尚未进行病理学试验证实。